# Abram-Perezville
Abram-Perezville – jednostka osadnicza (ang. census-designated place) w Stanach Zjednoczonych, w stanie Teksas, w hrabstwie Hidalgo.